# Palais Pock

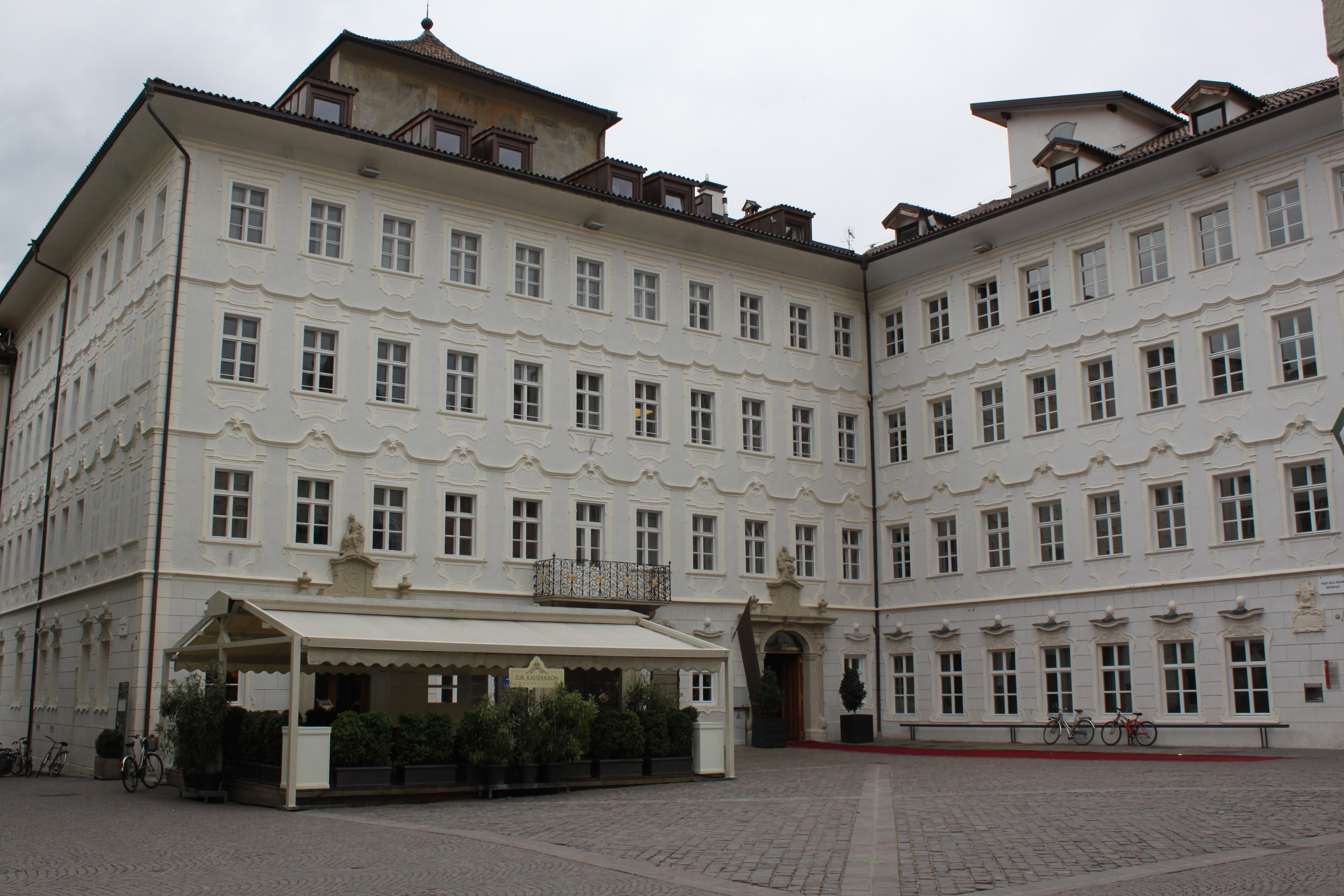
Das Palais Pock

Das Palais Pock (vormals Hotel Kaiserkrone) ist ein als Baudenkmal anerkanntes Bauwerk in Bozen. Es befindet sich in der Mustergasse am Musterplatz und steht seit 1952 unter Denkmalschutz. Es wurde 1759 errichtet und hat vier Stockwerke und zwei Flügel.
Im 18. Jahrhundert gab es in der Handels- und Messestadt Bozen nur kleine Gasthäuser ohne besonderen Komfort. Um dem abzuhelfen, errichtete der Handelsmann Franz Anton Pock (geadelt zu „von Pock“) 1759 dieses vornehme Hotel, indem er das frühere Bozner Amtshaus der Herren von Liechtenstein in repräsentativer Form umbaute. Wenige Wochen nach der Fertigstellung besuchte der römisch-deutsche Kaiser Joseph II. das Haus. Im Hotel Kaiserkrone haben auch  Papst Pius VI. (1782) und die österreichischen Kaiser Franz I. (1820) und Franz Joseph (1905) genächtigt. Daran erinnern Gedenktafeln an der Fassade. Die Gedenktafel für Kaiser Franz Joseph wurde 1921 von den Faschisten zertrümmert.
1805 wurde im rückwärtigen Teil des Palais, wo sich vorher ein Garten befunden hatte, ein Theater errichtet. Der Bau erfolgte auf Betreiben einiger reicher Familien aus der Stadt. Der Zuschauerraum gliederte sich in ein Parterre, zwei übereinanderliegende Logenreihen und eine Galerie, die insgesamt mehr als 600 Plätze boten. Im Parterre gab es 120 Sitz- und ebenso viele Stehplätze, weitere 100 Plätze, die auf 25 Logen auf zwei übereinanderliegende Reihen verteilt waren, sowie mindestens 250 Stehplätze in der Galerie. Im Laufe seines Bestehens gab es 69 Spielzeiten mit Schauspiel, Oper, Ballett, Operette und musikalischen Werken.
Nach dem Ersten Weltkrieg wurde der Hotelbetrieb aufgelassen. Seit 1928 wird das Palais Pock vorwiegend als Bürokomplex genutzt, im Erdgeschoss befindet sich ein Gastronomiebetrieb.